# سفارة كندا في فرنسا
سفارة كندا في فرنسا هي أرفع تمثيل دبلوماسي لدولة كندا لدى فرنسا. تقع السفارة في باريس وهي تهدف لتعزيز المصالح الكندية في فرنسا.

## وصلات خارجية
- الموقع الرسمي
- قائمة سفارات كندا
- قائمة السفارات في فرنسا